# Churchill and the Generals
Churchill and the Generals (Churchill și generalii) este un film dramatic de televiziune  din 1979 produs de BBC. Descrie relația dintre Winston Churchill și generalii forțelor aliate, care are loc în Cabinet Office⁠(d) și War Rooms⁠(d) între 1940 și 1945. A fost scris de Ian Curteis⁠(d) (cu Peter Young pe post de consilier militar).
A fost difuzat pentru prima dată pe BBC 2 la 23 septembrie 1979 și repetat pe BBC 1 la 22 august 1981. A fost proiectat pe marele ecran la 5 martie 1981 în Statele Unite.
Criticul de televiziune de la The Times Michael Ratcliffe a scris: „Churchill, deși banal, era intermitent mișcător și distractiv (titlu alternativ: Punch in the Second World War?)
Timothy West⁠(d) a câștigat premiul John Logie Baird  pentru interpretare (1980). West a reinterpretat rolul lui Churchill în The Last Bastion⁠(d) (1984) și Hiroshima (1995). Richard Dysart a reinterpretat rolul lui Dwight D. Eisenhower în Ultimele zile ale lui Patton (1986).

## Distribuție
- Timothy West⁠(d) - Winston Churchill
- Eric Porter - Gen. Sir Alan Brooke⁠(d)
- Arthur Hill⁠(d) - Franklin D. Roosevelt
- Joseph Cotten - George C. Marshall
- Richard Dysart - Dwight D. Eisenhower
- Ian Richardson⁠(d) - Bernard L. Montgomery
- Patrick Allen⁠(d) - Claude Auchinleck⁠(d)
- Alexander Knox - Henry Stimson, Secretary of War
- Robert Arden⁠(d) - Harry Hopkins⁠(d)
- Paul Hardwick⁠(d) - Hastings Ismay
- Peter Copley⁠(d) - Sir John Dill⁠(d)
- Patrick Magee⁠(d) - Sir Archibald Wavell
- Terence Alexander⁠(d) - Sir Harold Alexander
- Lyndon Brook⁠(d) - King George VI
- Amanda Walker⁠(d) - Queen Elizabeth
- Richard Easton⁠(d) - Anthony Eden
- Geoffrey Keen⁠(d) - Sir Charles Wilson, 1st Baron Moran⁠(d)
- Bernard Archard⁠(d) - Edward, Lord Halifax⁠(d)
- Edward Jewesbury⁠(d) - Neville Chamberlain
- Barry Jackson⁠(d) - Clement Attlee
- Jacques Duby⁠(d) - Paul Reynaud
- André Maranne⁠(d) - Gen. Maurice Gamelin
- Jacques Boudet⁠(d) - Brig. Gen. Charles De Gaulle
- Noel Coleman⁠(d) - Gen. Sir Edmund Ironside⁠(d)
- Noel Johnson⁠(d) - Adm. Sir Bertram Ramsay⁠(d)
- Robert Raglan⁠(d) - Gen. Maitland Wilson